# ژوزف ماری ژاکارد
ژوزف ماری چارلز (Joseph Marie Charles) با نام مستعار ژاکارد (فرانسوی: [ʒakaʁ]؛ ۷ ژوئیه ۱۷۵۲–۷ اوت ۱۸۳۴) مخترع، نساج و بازرگان اهل فرانسه بود. وی نقش مهمی در توسعه ماشین‌های نساجی قابل‌برنامه‌ریزی (" ژاکارد ") داشت که به نوبه خود نقش مهمی در توسعه سایر دستگاه‌های قابل‌برنامه‌ریزی مانند نسخه اولیه کامپایلر دیجیتالی داشت که توسط IBM برای توسعه کامپیوترهای امروزی استفاده شد.

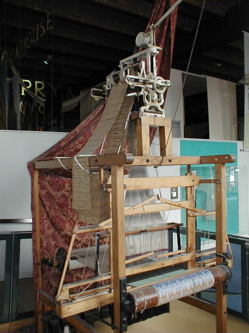
دستگاه بافندگی ژاکارد در موزه علم و صنعت در منچستر، انگلستان

وی همچنین برندهٔ جوایزی همچون لژیون دونور (شوالیه) شده‌است.